# Rubigula
Rubigula är ett släkte i familjen bulbyler inom ordningen tättingar. Arterna i släktet placeras traditionellt i Pycnonotus, men DNA-studier visar att Pycnonotus är polyfyletiskt och bör därför delas upp i flera släkten. AviList placerar följande arter i Rubigula:
- Glasögonbulbyl (R. erythropthalmos)
- Fjällbröstad bulbyl (R. squamatus)
- Gråbukig bulbyl (R. cyaniventris)
- Svarttofsad bulbyl (R. flaviventris)
- Ghatsbulbyl (R. gularis)
- Ceylonbulbyl (R. melanictera)
- Rödstrupig bulbyl (R. dispar)
- Borneobulbyl (R. montis)